# Arfeuilles
Arfeuilles – miejscowość i gmina we Francji, w regionie Owernia-Rodan-Alpy, w departamencie Allier.

## Demografia
Według danych na rok 1990 gminę zamieszkiwały 843 osoby, a gęstość zaludnienia wynosiła 14 osób/km². W styczniu 2015 r. Arfeuilles zamieszkiwało 675 osób, przy gęstości zaludnienia wynoszącej 11,3 osób/km².